# 아임 스틸 히어
"아임 스틸 히어"(포르투갈어: Ainda Estou Aqui, 영어: I'm Still Here)는 2024년 개봉한 정치, 전기 드라마 영화로, 바우테르 살리스가 감독을 맡았다. 제97회(2025년) 아카데미 국제영화상 수상작이다. 제81회(2024년) 베네치아 영화제 각본상 수상작이자 황금사자상 경쟁후보작이다.